# Zisterzienserinnenabtei Le Betton

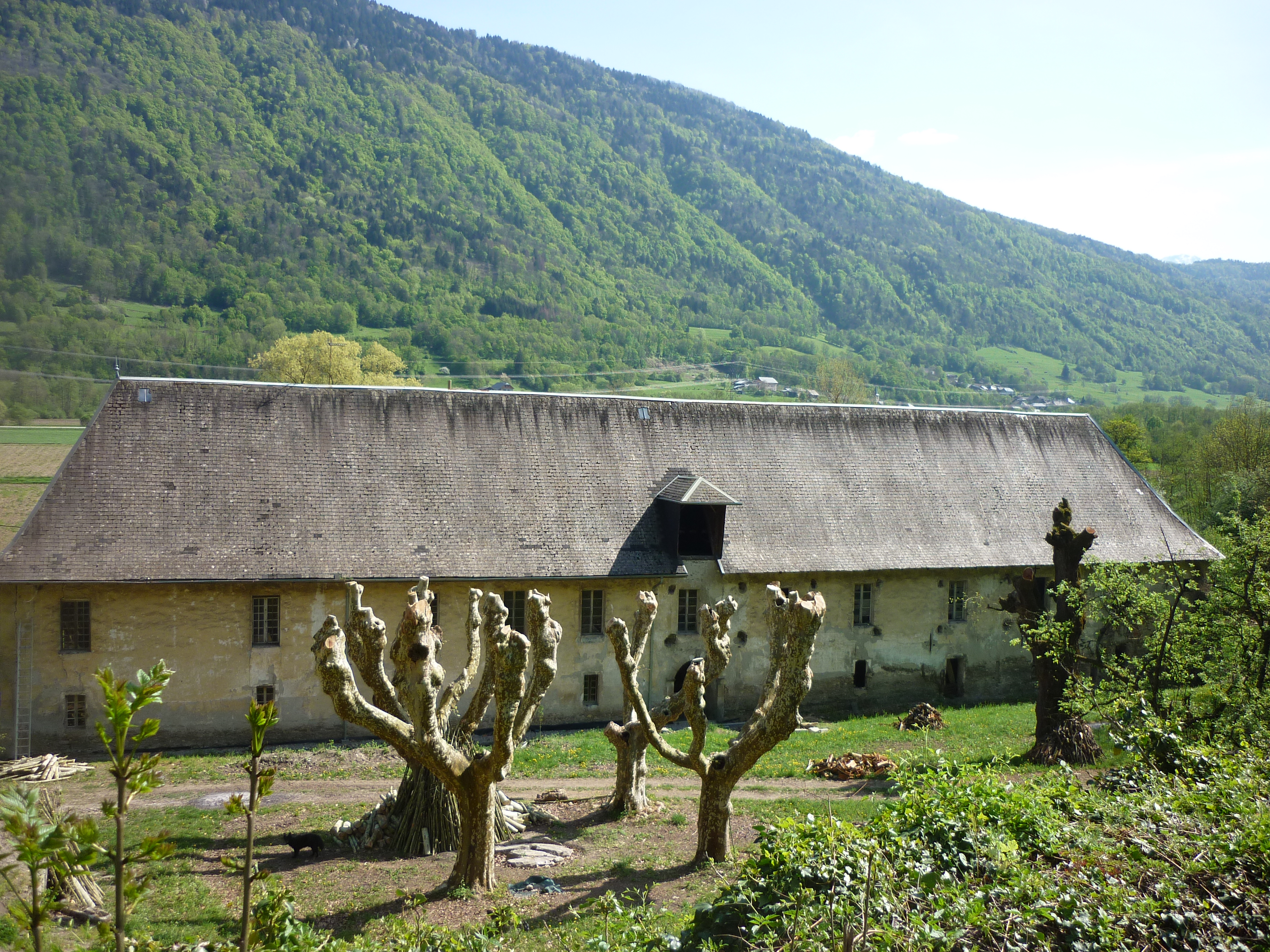

Die Zisterzienserinnenabtei Le Betton war von 1133 bis 1791 ein französisches Kloster der Zisterzienserinnen in Betton-Bettonet, Kanton Saint-Pierre-d’Albigny, Département Savoie (nicht zu verwechseln mit der bretonischen Gemeinde Betton).  

## Geschichte
In der Anfangszeit des Zisterzienserordens kam es bei der Gründung von Männerklöstern im 12. Jahrhundert  oft zur benachbarten Gründung von Frauenklöstern für die weiblichen Familienangehörigen, die sich ebenfalls berufen fühlten. So erklärt sich in knapp 20 Kilometer Entfernung der Zisterzienserabtei Tamié die gleichzeitige Gründung des Frauenklosters Le Betton (östlich Chambéry), das später Verstärkung aus der Zisterzienserinnenabtei Bonnecombe erfuhr und 1165 die Zisterzienserinnenabtei Bonlieu (Haute-Savoie) gründete. Im Laufe der Jahrhunderte wurde das Kloster mehrfach zerstört, aber auch wieder aufgebaut, zuletzt bis 1716. Nach Schließung und Verkauf 1791 durch die Französische Revolution beherbergten die Gebäude von 1827 bis 1858 ein Behindertenheim. Heute ist im Dorf Betton-Bettonet nur noch die Ruine der Kirche übrig.